# شانون ترنر
شانون ترنر (انگلیسی: Shannon Turner؛ زادهٔ ۸ سپتامبر ۱۹۹۷) بازیکن فوتبال اهل ایرلند شمالی است که در پست دروازه‌بان برای ولورهمپتون واندررز بازی می‌کند.
وی همچنین در تیم‌های ملی فوتبال زیر ۱۹ سال زنان ایرلند شمالی و ایرلند شمالی بازی کرده است. او در جام ملت‌های اروپای زنان ۲۰۲۲ در تیم ملی فوتبال ایرلند شمالی بازی کرد.